# Liste der Monuments historiques in Pont-l’Abbé-d’Arnoult
Die Liste der Monuments historiques in Pont-l’Abbé-d’Arnoult führt die Monuments historiques in der französischen Gemeinde Pont-l’Abbé-d’Arnoult auf.

## Liste der Bauwerke
| Bezeichnung        | Beschreibung             | Standort                              | Kennzeichnung | Schutzstatus | Datum | Bild           |
| ------------------ | ------------------------ | ------------------------------------- | ------------- | ------------ | ----- | -------------- |
| Kirche St-Pierre   | 12. und 15. Jahrhundert  | (Lage)                                | PA00104849    | Classé       | 1887  | weitere Bilder |
| Befestigungsanlage | Poterne, 15. Jahrhundert | Avenue du Maréchal Leclerc (Lage)     | PA00104850    | Inscrit      | 1926  | weitere Bilder |
| Ehemaliges Priorat | 17. Jahrhundert          | 16, place du Général de Gaulle (Lage) | PA00104851    | Inscrit      | 1987  | weitere Bilder |

## Liste der Objekte
Zum Verständnis siehe: Kirchenausstattung

### Kirche St-Pierre
| Bezeichnung                     | Beschreibung                                                                | Standort | Kennzeichnung | Schutzstatus | Datum | Bild |
| ------------------------------- | --------------------------------------------------------------------------- | -------- | ------------- | ------------ | ----- | ---- |
| Gemälde Tod des heiligen Joseph | Öl auf Leinwand, 19. Jahrhundert                                            | (Lage)   | PM17001243    | Inscrit      | 1981  |      |
| Glocke                          | Bronze, 1607                                                                | (Lage)   | PM17000243    | Classé       | 1908  |      |
| Kelche und Patene               | Silber, vergoldet, zweites Viertel des 19. Jahrhunderts, von Louis Bachelet | (Lage)   | PM17000616    | Classé       | 1994  |      |
| Weihwasserbecken                | Stein, 1633                                                                 | (Lage)   | PM17001701    | Inscrit      | 1991  |      |